# Natriumdiacetat
Natriumdiacetat ist ein weißes Gemisch aus Essigsäure und Natriumacetat.
Als Lebensmittelzusatzstoff soll es 39–41 % Essigsäure und 59–61 % Natriumacetat enthalten.

## Eigenschaften
In wässriger Lösung bildet Natriumdiacetat eine Pufferlösung als 1:1-Gemisch der mittelstarken Säure Essigsäure und der schwachen Base Acetat. Der sich einstellende pH-Wert liegt bei 4,75. Der Pufferbereich der Lösung liegt im pH-Bereich zwischen 3,75 und 5,75. Auf diesem Effekt beruht der Einsatz von Natriumdiacetat als Säureregulator in der Lebensmittelindustrie. Eine konservierende Wirkung wird behauptet.

## Verwechslung als Stoff / Summenformel
Weil Natriumdiacetat ein Stoffgemisch und kein Reinstoff ist, schwankt seine „Summenformel“ je nach Zusammensetzung. Korrekterweise sollte gar keine Summenformel angegeben werden. Seine Bezeichnung als Stoff entspringt der jahrzehntelangen Benutzung des Terminus „Natriumdiacetat“ im Sinne eines Zusatzstoffes in der Lebensmittelindustrie. Die Namensähnlichkeit mit dem (echten chemischen) Stoff „Natriumbicarbonat“ ließ vermuten, dass Natriumdiacetat ebenfalls ein Stoff wäre, obwohl es ein Gemisch ist. In der Nomenklatur der Lebensmittelzusatzstoffe wurde es deshalb zunächst unterschiedslos unter E 262 „Natriumacetate“ geführt. Erst in jüngster Zeit werden die E-Nummern E 262a für Natriumacetat und E 262b für Natriumdiacetat unterschieden.

## Verwendung
Natriumdiacetat ist der Lebensmittelzusatzstoff E 262b bzw. E 262(ii). Er wird als Säureregulator und Konservierungsmittel unter anderem für Brot verwendet (siehe Liste der Lebensmittelzusatzstoffe – E 262b).

## Herstellung
Die Herstellung erfolgt durch Zusammenfügen von 40 % Essigsäure mit 60 % Natriumacetat.